# Вереси (Велика Фосня)
Вереси (рос. Вересы, пол. Weresy) — колишнє село у Велико-Фосенській волості Овруцького повіту Волинської губернії та Великофоснянській сільській раді Овруцького району Коростенської і Волинської округ, Київської та Житомирської областей.

## Населення
Наприкінці 19 століття кількість населення становила 285 осіб, дворів — 38, у 1906 році у селі налічувалося 256 мешканців, дворів — 42, у 1923 році — 49 дворів та 258 жителів.

## Історія
Згадується у люстрації Київського воєводства 1754 року як село, що мало 5 халуп, сплачувало 21,5 грошів до замку та 3 злотих на міліцію.
Наприкінці 19 століття — сільце Велико-Фосенської волості Овруцького повіту Волинської губернії, лежало над річкою Хвосницею, за 7 верст від Овруча, по сусідству із селами Мала Фосня та Костюшки. Належало до православної парафії у Великій Фосні.
У 1906 році — сільце Велико-Фосенської волості (2-го стану) Овруцького повіту Волинської губернії. Відстань до повітового центру, м. Овруч, становила 6 верст, від волосного центру, с. Велика Фосня — 3 версти. Найближче поштово-телеграфне відділення розміщувалося в Овручі.
У 1923 році включене до складу новоствореної Великофоснянської сільської ради, яка, 7 березня 1923 року, увійшла до складу новоутвореного Овруцького району Коростенської округи. Розміщувалося за 6 верст від районного центру, м. Овруч, та 1 версту — від центру сільської ради, с. Велика Фосня.
У 1941—44 роках — центр окремої сільської управи. 27 лютого 1961 року, відповідно до рішення Житомирського облвиконкому № 152 «Про проведення змін в адміністративно-територіальному поділі районів області», об'єднане із селом Велика Фосня.